# FM 음반 가이드
《FM 음반 가이드》는 KBS Classic FM에서 방송된, 연주자와 음반을 해설하고 음악을 심도 있게 감상하기 위한 프로그램이다. 주말에만 방송되었다.

## 소개
2011년 1월 1일부터 류태형(음악 기고가)의 진행으로 방송되다가, 그해 11월 12일부터 김강하(음악 기고가)로 진행자가 바뀌었다. 시간대도 처음에는 저녁 6시에서 9시 30분, 그리고 오후 12시에서 2시, 그 후 2014년 9월 27일부터 저녁 8시에서 10시까지로 변경되었다. 일요일 코너는 각계 인사들이 출연하여 그들의 애청 음반을 듣고, 살아가는 이야기를 나눴다. 2014년 12월 28일 자로 3년 만에 폐지되었다.

## 진행자
- 김강하

## 요일별 코너
- (토) : 음반 라이브러리
- (일) : 베스트 3 음반

## 시그널 및 코너 음악

### 시그널
- Vivaldi / 'Paris' Concerto 5 for strings & continuo in C, RV.114 중에서 3) Ciacona (Adrian Chandler 지휘, La Serenissima)

### 코너 음악
- 음반 라이브러리 (토): J.S Bach / Little Prelude 4
- 베스트 3 음반 (일): Glinka / Waltz from the Opera A Life for the Tsar (Evgeni Svetlanov 지휘, The USSR Symphony Orchestra)